# FK Littorina
Le FK Littorina est un navire océanographique allemand  (FK, en allemand : Forschungskutter). Le navire appartient à l'état de Schleswig-Holstein. Il est exploité par  l' IFM-GEOMAR-Leibniz-Institut für Meereswissenschaften (L'Institut Leibneiz d'océanogaphie) en collaboration avec l’Université Christian Albrecht de Kiel. Il porte le nom d'une famille de mollusques les Littorinidae (bigorneaux).
En plus du Littorina, le GEOMAR exploite également le navire de recherche FS Poseidon, ainsi que le cotre de recherche FS Alkor et le bateau FB Polarfuchs, qui servait à l'origine de laboratoire pour le navire de recherche RV Polarstern.

## Description
Le cotre a été construit en 1974/75 sur le chantier naval Julius Diedrich (de) à Moormerland. La pose de la quille a eu lieu le 23 novembre 1974 et le lancement le 18 avril 1975. Le navire a été achevé en juin et mis en service le 27 juin 1975. Le navire a été construit pour le Collaborative Research Centers (en) (SFB) de la Deutsche Forschungsgemeinschaft (DFG).
Le navire, avec un rayon d'action d’environ 2.000 milles marins, est utilisé pour la recherche marine et l’échantillonnage en eaux peu profondes jusqu’à une profondeur de 500 mètres. En plus de l'équipage de cinq personnes, il offre également de la place à six scientifiques pour des voyages de plusieurs jours. Jusqu'à douze scientifiques trouveront de la place à bord lors des voyages d'une journée. La zone d'application principale est la mer du Nord et la mer Baltique, mais il peut également être utilisé dans la Manche et le long de la côte norvégienne jusqu'aux îles Lofoten.
Le navire est propulsé par un moteur diesel V 12 à quatre temps de Klöckner-Humboldt-Deutz AG (type: SBA 12 M 816 U) qui agit sur une hélice à pas variable via un réducteur. Il est aussi équipé d’un propulseur d'étrave électrique. Sur le pont principal, sous le pont, se trouvent un laboratoire, l’office et d’autres salles fonctionnelles. Sur le pont intermédiaire, situé sous le pont principal, se trouvent la salle des machines, sept chambres d’équipage et des scientifiques et une salle de loisirs.
Il possède une salle de plongée avec compresseur. De plus, un canot pneumatique est disponible à bord. Ainsi, il convient également aux cours et aux travaux du groupe de recherche sur la plongée de l’Institut des géosciences de l’Université de Kiel.
Sur le pont principal ouvert, une grue sert d’outil de levage. Sur le pont, il est possible de transporter un conteneur de stockage ou de laboratoire.

## Galerie

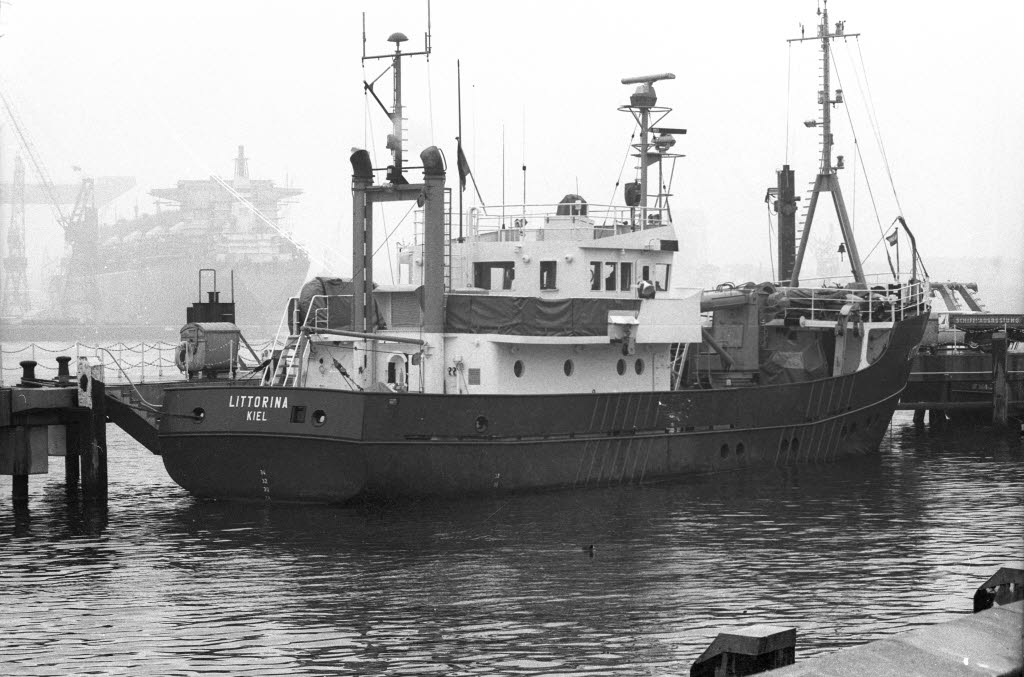
Littorina

### Note et référence
- (de) Cet article est partiellement ou en totalité issu de l’article de Wikipédia en allemand intitulé « Littorina (Schiff) » (voir la liste des auteurs).